# Gai Canini Rèbil (cònsol 12 aC)
Gai Canini Rèbil (en llatí Caius Caninius Rebilus) va ser un magistrat romà. Era probablement fill de Gai Canini Rèbil, cònsol l'any 45 aC. Formava part de la gens Canínia i era de la família dels Rèbil.
Va ser designat cònsol sufecte l'any 12 aC. Els Fasti Capitolini indiquen que va morir durant l'exercici del seu càrrec. Sèneca menciona un Canini Rèbil que apareix posteriorment i que es va suïcidar en temps de Neró, que hauria de ser per tant un personatge diferent.